# Zucchero fondente
Lo zucchero fondente, glassa fondente, pasta di zucchero, o fondant è un tipo di glassa utilizzato per rivestire vari tipi di dolci fra cui torte, bignè e altra pasticceria di piccola taglia.
La parola "fondant", che in lingua francese significa "fondente", allude al fatto che la glassa si "scioglie in bocca".

## Chimica fisica
Lo zucchero fondente si crea supersaturando dell'acqua con del saccarosio. Più del doppio dello zucchero si dissolve nell'acqua al punto di ebollizione rispetto alla temperatura ambiente. Dopo la dissoluzione del saccarosio, se la soluzione è lasciata riposare indisturbata, lo zucchero rimane dissoluto nella soluzione fino all'avvento della nucleazione. Se, mentre la soluzione è supersaturata, si aggiunge del saccarosio indissoluto al miscuglio, o si agita il miscuglio, il saccarosio dissoluto si cristallizza fino a formare dei grandi cristalli croccanti. Tuttavia, se si lascia riposare il miscuglio e poi lo si agita con forza, questo formerà tanti piccoli cristalli e la superficie risulterà liscia.